# Julius Moses (Pädagoge)
Julius Moses (* 22. Januar 1869 in Altdorf (Pfalz); † 12. Juli 1945 in Tel Aviv) war ein Mannheimer Arzt und Heilpädagoge, der sich für medizinische Verbesserungen im Schul- und Fürsorgewesen, einschließlich der Kinder- und Jugendpsychiatrie, einsetzte und außerdem eine führende Stellung im Jüdischen Leben Mannheims einnahm.

## Leben und Wirken
Moses studierte Medizin und wurde 1892 an der Universität Straßburg mit der Dissertation „Beiträge zur Kenntnis der Aetiologie und Genese psychischer Störungen im Kindesalter“ promoviert. Er ließ sich 1896 in Mannheim als Praktischer Arzt nieder. Daneben bekleidete er wichtige Ehrenämter als Armenarzt und Fürsorgearzt. So betreute er Heimkinder und kümmerte sich um schwer erziehbare Jugendliche. Am Fröbelseminar und der Handelshochschule Mannheim (Vorläufer der heutigen Universität) wirkte er als Dozent.
Als Mitglied der Gesellschaft für Heilpädagogik trat er deutschlandweit für Reformen im Sozialwesen ein. Moses unterstützte Joseph Anton Sickinger bei der Etablierung des Mannheimer Schulsystems. Er war der Initiator der sogenannten Mannheimer Schulärztebewegung und wurde 1904 der erste hauptamtliche Schularzt in Deutschland. Das Mannheimer Modell wurde anschließend auf die preußischen Provinzen übertragen, wobei die Schulärzte anfangs den Schulämtern und ab 1924 dann den neu gegründeten Jugend- und Gesundheitsämtern zugeordnet waren.
In der jüdischen Gemeinde Mannheims widmete er sich der israelitischen Krankenunterstützungskasse und war zeitweise Vorsteher der karitativen August-Lamey-Loge. Er spielte eine tragende Rolle in der Gemeinde und wirkte von 1923 bis 1933 als deren letzter Vorsteher. Als einer der ersten und bedeutendsten Mannheimer Zionisten der älteren Generation stand er in Beziehung zu Theodor Herzl und besonders zu Max Bodenheimer, zu dessen 50. Geburtstag er 1905 einen Artikel publizierte, und wirkte in verschiedenen von Bodenheimer initiierten Organisationen mit.
Nach 1933 verlor er unter dem Nationalsozialismus seine Approbation und durfte nur noch als „Krankenbehandler“ tätig sein. Schließlich emigrierte er unter dem Druck der Verfolgung mit seiner Familie nach Palästina, wo er am Aufbau des Gesundheitswesens beteiligt war und 1945 verstarb.

## Veröffentlichungen (Auswahl)
- Vom Seelenbinnenleben der Kinder. In: Deutsche Blätter für erziehenden Unterricht 25 (1898), S. 1ff.; 2. überarb. Aufl. bei Hermann Beyer, Langensalza 1924 (= Friedrich Mann’s pädagogisches Magazin, 105), 24 S.
- Die Bestimmungen über die Neuordnung des höheren Mädchenschulwesens in Preußen. In: Gesundheit und Erziehung: Zeitschrift für Schulgesundheitspflege 1900, S. 1ff.
- Die wirtschaftlichen Fragen des V. Zionisten-Congresses. In: Die Welt, Jahrg. 5 (1901), Nr. 50, S. 1–2 (Digitalisat in: CompactMemory Internetarchiv jüdischer Periodika)
- Eine Zeitungsfehde über den Zionismus. In: Die Welt, Jahrg. 6 (1902), Nr. 18, S. 2–3 (Digitalisat in: CompactMemory Internetarchiv jüdischer Periodika)
- Der Roman eines Judenknaben. In: Die Welt, Jahrg. 6 (1902), Nr. 21, S. 13–15 (Digitalisat in: CompactMemory Internetarchiv jüdischer Periodika)
- Statistische Erhebungen über die Berufswahl der jüdischen Jugend in Landgemeinden Badens. In: Verein für jüdische Statistik / Alfred Nossig (Hrsg.): Jüdische Statistik, Jüdischer Verlag, Berlin 1903, S. 202ff.
- Das Sonderklassensystem der Mannheimer Volksschule. Ein Beitrag zur Hygiene des Unterrichts, nach einem auf dem I. internationalen Kongresse für Schulhygiene in Nürnberg erstatteten Referate. Bensheimer, Mannheim 1904, 70 S.
- Zusammen mit Stadtschulrat Prof. Dr. phil. Sickinger: Das Sonderklassensystem der Mannheimer Volksschule. In: Bericht über den I. Internationalen Kongress für Schulhygiene, Nürnberg, 4.-9. April 1904, J. L. Schrag, Nürnberg 1904, S. 192ff.
- Gliederung der Schuljugend nach ihrer Veranlagung und das Mannheimer Schulsystem. In: Internationales Archiv für Schulhygiene 1905, S. 7–18
- Bericht über die XXX. Versammlung des Deutschen Vereins für öffentliche Gesundheitspflege in Mannheim am 13., 14., 15. und 16. Sept. 1905. In: Internationales Archiv für Schulhygiene 1906, S. 334–350
- Die Abartungen des kindlichen Phantasielebens in ihrer Bedeutung für die pädagogische Pathologie: Vortrag gehalten in der Vereinigung für Kinderforschung in Mannheim am 6. Oktober 1905. Beyer, Langensalza 1906 (= Beiträge zur Kinderforschung und Heilerziehung, 18), 31 S.
- Zur Hygiene der Schulbank in den Hilfsschulen für Schwachbefähige. In: Gesundheit und Erziehung: Zeitschrift für Schulgesundheitspflege 1905, S. 753ff.
- Die modernen Fortschritte in der Schulbankfrage und die Hilfsschulen. In: Zeitschrift für die Behandlung Schwachsinniger und Epileptischer 4 (1906)
- Die sozialen Tendenzen der Hilfsschule für Schwachsinnige. In: Soziale Medizin und Hygiene 1 (1906), S. 134–141 und als Sonderdruck
- Johann Peter Franck (1745-1821). In: Mannheimer Geschichtsblätter 7.1 (1906), Sp. 8–11
- Die hygienische Ausgestaltung der Hilfsschule. Versuch einer systematischen Darstellung der Hilfsschulhygiene. In: Internationales Archiv für Schulhygiene 1907, S. 63ff.; separat bei Engelmann, Leipzig 1906, 53 S.
- Die psychologischen Grundlagen der sexuellen Belehrung. In: Zeitschrift für Bekämpfung der Geschlechtskrankheiten, Sonderheft, III. Kongreß zu Mannheim, 1907
- Statistik über die Fürsorgeerziehung Minderjähriger und über die Zwangserziehung Jugendlicher für das Rechnungsjahr 1906. In: Gesundheit und Erziehung: Zeitschrift für Schulgesundheitspflege 1908, S. 370–373
- Die Phantasie schwachsinniger Kinder. In: Zeitschrift für experimentelle Pädagogik 1908, S. 69–78
- Über die körperliche Züchtigung der Kinder. In: Zeitschrift für experimentelle Pädagogik 1909, S. 88–93
- Die sozialen und psychologischen Probleme der jugendlichen Verwahrlosung. Beyer, Langensalza 1910 (= Beiträge zur Kinderforschung und Heilerziehung, 73), 32 S.
- Ärztliches zur Zwangs- (Fürsorge-) Erziehung der verwahrlosten und kriminellen Jugend. In: Gesundheit und Erziehung: Zeitschrift für Schulgesundheitspflege 27,2 (1914), S. 161–173
- Jahresbericht der Beratungsstelle für schwererziehbare Kinder und Jugendliche (Psychopathenfürsorge) des Stadtjugendamts Mannheim für die Zeit vom 1. Januar 1925 bis 31. März 1926. In: Zeitschrift für Kinderforschung (1926), S. 319–325.